# Mystery Magical Special
Mystery Magical Special (también conocido en la transmisión como Mystery Magical Tour de Marc Summers) fue un especial de televisión estadounidense transmitido por Nickelodeon. Anunciado como un programa con temática de Halloween, el especial se produjo originalmente en 1988, pero continuó emitiéndose, a menudo varias veces, cada octubre durante varios años después, cesando después de 1996.
Principalmente, el especial fue diseñado para mostrar el talento de los magos Lance Burton y David Avadon, así como capitalizar la entonces nueva popularidad de Marc Summers como presentador del programa de juegos Double Dare. También aparecen los actores Shiri Appleby, Jonathan Brandis y Trenton Teigen, con John Astin haciendo un cameo. El rodaje tuvo lugar en The Magic Castle en Los Ángeles, CA.